# Тіоку-де-Сус
Тіоку-де-Сус (рум. Tiocu de Sus) — село у повіті Клуж в Румунії. Входить до складу комуни Корнешть.
Село розташоване на відстані 349 км на північний захід від Бухареста, 33 км на північ від Клуж-Напоки.

## Населення
За даними перепису населення 2002 року у селі проживали 133 особи.
Національний склад населення села:
| Національність | Кількість осіб | Відсоток |
| -------------- | -------------- | -------- |
| румуни         | 102            | 76,7%    |
| угорці         | 31             | 23,3%    |

Рідною мовою назвали:
| Мова      | Кількість осіб | Відсоток |
| --------- | -------------- | -------- |
| румунська | 102            | 76,7%    |
| угорська  | 31             | 23,3%    |